# أبو بكر البيهقي
أحمد بن الحسين بن علي بن موسى الخراساني البيهقي المشهور بـالبيهقي، ولد في بيهق (384 - 458 هـ). أحد أعلام أهل السنة والجماعة، صاحب التصانيف الجليلة والآثار المنيرة تتلمذ على جهابذة عصره وعلماء وقته وشهد له العلماء بالتقدم.

## نشأته وطلبه للعلم
لم تسعفنا كتب التراجم المتوفرة بشئ عن أسرة البيهقي، لكن الذي نعلمه أنه بدأ طلب العلم ووسماعه الحديث منذ نعومة أظافره وهو في سن صغيرة حيث كان عمره خمس عشر سنة. قال الإمام البيهقي وهو يتحدث عن نشأته وطلبه للعلم: إني منذ نشأت وابتدأت في طلب العلم أكتب أخبار الرسول، وأجمع آثار الصحابة الذين كانوا أعلام الدين، وأسمعها ممن حملها، وأتعرف أحوال رواتها من حفاظها، وأجتهد في تمييز صحيحها من سقيمها، ومرفوعها من موقوفها، وموصولها من مرسلها، ثم أنظر في كتب هؤلاء الأئمة الذين قاموا بعلم الشريعة وبنى كل واحد منهم مذهبه على مبلغ الكتاب والسنة، فأرى كل واحد منهم قصد الحق فيما تكلف واجتهد في أداء ماكلف، وقد وعد رسول الله في حديث صحيح عنه لمن اجتهد فأصاب أجرين، ولمن اجتهد وأخطأ أجرا واحدا، ولا يكون الأجر على الخطأ وإنما يكون على ماتكلف من الاجتهاد، ويرفع عنه إثم الخطأ بأنه إنما كلف الاجتهاد في الحكم على الظاهر دون الباطن، ولا يعلم الغيب إلا الله عز وجل.

## مشايخه
كان للبيهقي ما يزيد عن مئة شيخ منهم:
1. أبو عبد الله الحاكم النيسابوري: صاحب المصنفات الكثيرة منها، 《المستدرك على الصحيحين》، 《وعلوم الحديث》، وغيرها.
2. محمد بن الحسين العلوي الحسيني النيسابوري: حدث عنه وهو أكبر مشايخ البيهقي.
3. أبو عبد الرحمن السلمي: شيخ الصوفية في نيسابور، ومؤلف كتاب طبقات 《الصوفية》.
4. أبو سعد، عبد الملك بن أبي عثمان الخركوشي النيسابوري: حدث عنه البيهقي، وله تفسير كبير، وكتاب 《دلائل النبوة》، وكتاب 《الزهد》.
5. أبو إسحاق الطوسي.
6. عبد الله بن يوسف بن أحمد الأصبهاني: كان أحد الصوفيين والمحدثين الثقات، وأكثر عنه البيهقي.
7. عبد الرحمن بن محمد بن أحمد بن بالويه النيسابوري: وكان أحد ثقات أهل الحديث، وآخر أصحاب القطان موتا، حدث عنه البيهقي.
8. أبو محمد الجويني، والد إمام الحرمين: كان أحد أعلام الشافعية في عصره، له كتاب 《التبصرة》في الفقه، و《التفسير الكبير》.
9. علي بن أحمد بن عمر بن حفص البغدادي: كان أحد محدثي أهل العراق في وقته.
10. عمر بن أحمد المسعودي، ابو حازم.
11. أبو إسحاق الإسفراييني: أحد أعلام فقهاء الشافعية، وصاحب التصانيف الكثيرة.
12. أبو ذر الهروي.
13. ابن فورك: أحد متكلمي الأشاعرة.

وغيرهم الكثير.

## تلاميذه
روى عن البيهقي خلق كثير وقرأ كتبه على تلاميذه الكثيرين، أما أشهر التلاميذ الذين كثرت ملازمتهم للبيهقي، منهم:
1. أبو عبد الله الفراوي، محمد بن الفضل: كان يلقب بفقيه الحرم، لأنه أقام بالحرم مدة طويلة.
2. عبد الجبار بن محمد بن أحمد البيهقي الخواري.
3. علي بن مسعود بن محمد الشجاعي: روى عن البيهقي، رسالته إلى أبي محمد الجويني.
4. زاهر بن طاهر بن محمد: روى عن البيهقي كتاب الزهد.
5. محمد بن إسماعيل بن محمد بن الحسين النيسابوري: روى عن البيهقي السنن الكبير.
6. أبو عبد الله بن أبي مسعود الصاعدي.
7. إسماعيل بن أحمد البيهقي: روى عن أبيه.
8. حفيد البيهقي، عبيد الله بن محمد بن أحمد البيهقي: روى عن جده كتاب دلائل النبوة، وغيرها من الكتب.
9. أبو زكريا، يحيى بن عبد الوهاب بن محمد بن إسحاق بن منده العبدي الأصبهاني: سمع من البيهقي في نيسابور.

## مؤلفات البيهقي
من مؤلفات البيهقي:
1. دلائل النبوة ومعرفة أحوال صاحب الشريعة.
2. السنن الكبرى.
3. معرفة السنن والآثار.
4. أحكام القرآن.
5. أحاديث الشافعي.
6. بيان خطأ من أخطأ على الشافعي، بتحقيق الدكتور خليل ملا خاطر
7. فضائل الصحابة.
8. الجامع لشعب الإيمان
9. البعث والنشور
10. الأسماء والصفات
11. الترغيب والترهيب
12. السنن الصغير
13. منتقب أحمد
14. مناقب الشافعي
15. الزهد
16. الاعتقاد[10]
17. الأربعون الكبرى
18. الأربعون الصغرى
19. الآداب[11]

## أقوال العلماء عن البيهقي
- قال أبو المعالي الجويني: ما من شافعي إلا والشافعي عليه مِنَّة إلا أبو بكر البيهقي، فإن له مِنَّة على الشافعي في نصرة مذهبه. وقال الذهبي تعقيبًا على الجويني: أصاب أبو المعالي، هكذا هو، ولو شاء البيهقي أن يعمل لنفسه مذهبًا يجتهد فيه لكان قادرًا على ذلك، لسعة علومه، ومعرفته بالاختلاف، ولهذا تراه يلوح بنصر مسائل مما يصح فيها الحديث.[12][13]
- قال أيضا: هو أبو بكر الفقيه، الحافظ الأصولي، الدَّيِّنُ الورع، واحد زمانه في الحفظ، وفرد أَقرَانه في الإِتقان والضَّبط، من كبار أصحاب الحاكم، ويزيد على الحاكم بأنواع من العلوم.[14]
- قال عنه محمد بن جعفر الكتاني: «واتفق الحفاظ على أن تلميذه البيهقي أشد تحريًا منه».[15]
- قال تاج الدين السبكي: «كان الإمام البيهقي أحدَ أئمة المسلمين، وهداة المؤمنين، والداعي إلى حبل الله المتين، فقيه، جليل، حافظ، كبير، أصولي، نحرير، زاهد، ورع قانت لله، قائم بنصرة المذهب أصولا وفروعا، جبل من جبال العلم».[16]
- قال الحافظ عبد الغافر بن إسماعيل في تاريخه: ( كان البيهقي على سيرة العلماء قانعاً بالقليل متجملاً في زهده وورعه ) .
- وقال ابن خلكان: وهو من أول من جمع نصوص الشافعي في عشر مجلدات، وكان أكثر الناس نصرا لمذهب الشافعي، وطلب إلى نيسابور لنشر العلم، فأجاب، وانتقل إليها.[17]
- وقال محمد بن عبد العزيز المرزوي الحبوجردي: رأيت في المنام كأن تابوتا علا في السماء يعلوه نور فقلت ما هذا فقال هذا تصنيفات أحمد البيهقي.[18]
- وقال ابن تيمية في مجموع الفتاوى: البيهقي أعلم أصحاب الشافعي بالحديث وأنصرهم للشافعي.[19]
- وقال الملا علي القاري: هو الإمام الجليل، الحافظ الفقيه، الأصولي الزاهد، الورع، وهو أكبر أصحاب الحاكم النيسابوري.[20]
- وقال السمعاني: كان إماما فقيها، حافظا، جمع بين معرفة الحديث وفقهه.[21]